# はらはらなのか。
『はらはらなのか。』は、2017年4月1日に公開された日本のファンタジー映画。主演は原菜乃華。監督・脚本は酒井麻衣。酒井は本作が商業映画デビュー作となる。

## あらすじ
子役としてオーディションを受ける12歳の原ナノカは、落選続きでも女優の夢を諦められずにいた。そんなある日父と引っ越した田舎で、女優だった母の遺作『まっ透明なAsoべんきょ〜』が再演されることを知る。それから劇団に加入して母の役を演じるため舞台の練習をする中で、ナノカは芝居をするのは嘘をつくということではないかと思い悩むようになる。

## 制作

### 企画
本作はこれが映画単独初主演となる12歳の役者・原菜乃華 (はら なのか) を題材としている。原は本人役として主人公・原ナノカのほか、1人2役を演じた。タイトルの『はらはらなのか。』は「『ハラハラしたナノカちゃん』 (不安定な子役時代) は『。』 (句点＝終わり) 」を意味し、今後は自信をもって一人の女優として進んでほしいという願いが込められている。
本作は子役が女優になる成長物語を描いている。酒井は、子供が「大人の世界を垣間見た時のうれしさ、気持ち悪さ」を描き、「大人になるにつれて出てくる嘘、『大人になるってどういうこと』」という疑問に向き合った作品を制作した。また監督・脚本を務めた酒井麻衣にとっても本作は商業デビュー作であるため、「第一線に行きたいという気持ち」を主人公に重ねたものとなった。
本作の原案となったのは原が2015年に主演した舞台『まっ透明なAsoべんきょ〜』である。本作の監督である酒井の作風とこの舞台の世界観が合っているのでは、と本作のプロデューサー直井卓俊が提言した。しかし酒井は舞台をそのまま原作とするのでなく、主人公・ナノカが劇中劇『まっ透明なAsoべんきょ〜』に主演するまでのオリジナル脚本をプロデューサーに提案し、これを実現させた。本作には舞台を制作した演出家・粟島瑞丸も本人役で出演しており、脚本の相談をした。

### キャスティング
酒井は2013年の映画『地獄でなぜ悪い』を観て原を気に留めたという。2人が初めて会ったのは2015年11月、当時小学生だった原は酒井が映画監督と知らぬままに食事や会話を楽しんだ。後に映画主演が伝えられ、原はタイトルに自身の名が入っていることへの不安と、本人役を演じることの喜び、そして主演へのプレッシャーを感じたという。原自身も6歳から子役の仕事をしており、大きくなるにつれオーディションに受からなくなる現実に、女優になれないかもしれないという葛藤を抱えており、それを役のナノカに重ね合わせたという。
ロックンロール歌手を目指す生徒会長・凛役には吉田凜音が起用された。吉田の出演作『女子の事件は大抵、トイレで起こるのだ。』で興味をもった酒井は、歌手活動を行う吉田のライブを観て、その「底抜けのスター性」が主人公の憧れの先輩として適任だと感じたという。吉田自身も酒井の監督映画『いいにおいのする映画』を「素敵な映画」だと思っていたため、オファーを受けた際に歓喜しこれを快諾した。
また本作の原案である舞台を手がけた演出家の粟島瑞丸が本人役で出演。粟島主催の劇団Z-Lionも同名で劇中に登場する。劇団員役には酒井の前作『いいにおいのする映画』に出演したVampilliaのmicci the mistakeほか、本作の主題歌・劇中歌を務めるチャラン・ポ・ランタンとカンカンバルカンらが選ばれた。
主人公・ナノカの亡き母とリンクし物語の重要人物となる喫茶店店主・リナ役には、酒井と同じ25歳の松井玲奈が選ばれた。酒井が脚本執筆段階で松井とチャラン・ポ・ランタンの曲「シャボン」を聞いたことが本作のストーリーに大きな影響を与え、それが松井の起用理由になったという。本作の登場人物の役柄は演者に宛書きされているが。松井についてはアイドル (SKE48) の松井玲奈をイメージして執筆されたため、本人の性格とは異なる部分も存在する。

### 音楽
本作には歌やダンスによるミュージカル調のシーンがしばしば訪れ、「虚実入り交じったファンタジーの世界」を彩っている。酒井は元来ディズニー映画やティム・バートン監督映画を好んでおり映画にとって音楽は欠かせないと語っているが、本作はミュージカル映画を志向して制作されたものではないという。
劇中歌は酒井の好きなアーティストである、チャラン・ポ・ランタンと愉快なカンカンバルカン、おとぎ話の有馬和樹、Vampilliaらによって制作された。チャラン・ポ・ランタンと愉快なカンカンバルカンは前述のとおりキャストとしての出演と主題歌「憧れになりたくて」を担当したほか、台本や酒井の意向を参考に音楽を担当した。有馬が書き下ろし、おとぎ話が演奏も手掛けた劇中歌は、映画の重要な場面で凛役の吉田が歌唱した。また酒井の前作『いいにおいのする映画』で劇中歌を務めたVampilliaによるサウンドトラック『いいにおいのするサウンドトラック』から数曲が使用された。

### 撮影
2016年8月下旬クランクインが予定され、約2週間の撮影を経て9月3日にクランクアップした。
撮影前には3日ほど準備期間として即興芝居の練習をして、自然な演技を心がけるよう確認した。撮影に入ると酒井は原に「初日に悔しい思いをしてほしい」と考え、父にオーディションを反対されて逃げ込んだ喫茶店で涙を流すシーンでは厳しい指導をした。酒井の思惑通り悔しさを感じた原は、元来のネガティブな性格を乗り越えることで精神的に成長でき、それが自信になったという。酒井らはその後もシーンごとに話し合いを重ね、演技をよりよいものとしていった。
作中で雨が降るシーンは、スタッフと工夫することで低予算で実現した。
酒井はラストシーンに悩んだ末に撮影現場で変更した。主人公の「物語に入りたい」という思いは現実世界からファンタジーの世界へ逃げるためのものではなく、主人公の成長を描くべきだと酒井は考えたという。その変更についてリナ役の松井は、役であるナノカのファンタジーな物語から、役者である菜乃華のドキュメンタリーに近づくものに変化したと語った。
劇中で主人公らが通う中学校の制服は、酒井の意向により実在する熊本学園大学付属高校の夏服を使用している。フィクション作品では架空の制服を用意することが多いが、同校教諭や卒業生らの協力によりこれが実現した。

## 公開・プロモーション
- 映画は2017年4月1日に全国公開された。
- ゆうばり国際ファンタスティック映画祭2017で上映
- 札幌映画サークル主催のクチコミ劇場part3 MOOSIC LAB SPのタイアップ企画として、ディノスシネマズ札幌劇場で先行上映した。その際、監督の酒井麻衣が舞台挨拶を行っている

## 評価
ぴあによる映画初日満足度ランキングで、2017年4月1日付の2位となった。
映画ライターの久保田和馬によると、本作は「映画にしかつけない"嘘"」を上手く映像で表現しており、その表現法は酒井麻衣監督の前作『いいにおいのする映画』にも通じるという。また生徒会長の凛役、吉田凜音が登場するミュージカルや歌唱シーンを絶賛し、チャラン・ポ・ランタンの音楽が映画の世界観に合っているとした。さらにインディーズ映画の女性監督である山戸結希と酒井を比較したうえで、酒井は「自由な物語」と「軽やかな芸術 (音楽や演劇) 」をファンタジーで表現しており、まるでジャック・リヴェットのようだと評した。
一方映画評論家のくれい響もシネマトゥデイの短評で山戸と酒井を比較しており、吉田演じる凛のミュージカルシーンを見て、酒井は「メジャーな直球路線を突き進む才能を秘めている」とした。そして少女の成長物語を「納得の仕上がり」「リピーターの私物化どまりではもったいない」と評価して星5つ中の3をつけた。
キネマ旬報によるレビューで、「虚実入り交じった世界観」の中で演出が浮いていること (北川れい子) や、物語後半で虚構と現実が分離してしまった点 (松崎健夫) が低評価とされた。一方で、ファンタジーとミュージカルとメタ的要素の組み合わせが「とっちらかっているが良い」 (千浦僚) とする見解もあった。
上述のように本作はミュージカル部分が観客に言及される傾向にあることは酒井も認めており、しかし元々はミュージカル映画を志向して制作した作品ではなかったため意外な反応だったという。

## キャスト

### 主要人物
原ナノカ〈12〉/ 透明ナノカ　 - 1人2役
演 - 原菜乃華
女優志望の子役。現実の自分と、妄想によるもう1人の自分が存在する。
リナ
演 - 松井玲奈
喫茶店「ジャムジャムジェリー」店主。
凛
演 - 吉田凜音
ナノカの転校先の生徒会長。歌手志望。
粟島瑞丸
演 - 粟島瑞丸
劇団「Z-Lion」の演出家。
原マリカ
演 - 松本まりか
ナノカの母。故人。劇団「Z-Lion」の看板女優だった。
原直人
演 - 川瀬陽太
ナノカの父。
オオヤギ
演 - 水橋研二
カメラマン。

### Z-Lion
- ミッチー - 演：micci the mistake (Vampillia)
- モモ - 演：もも (チャラン・ポ・ランタン)
- コハル - 演：小春 (チャラン・ポ・ランタン)
- トッピー - 演：広瀬斗史輝
- ユウカ - 演：上野優華
- カンカンバルカン - 演：カンカンバルカン

## スタッフ
- 監督・脚本 - 酒井麻衣
- 音楽・主題歌 - チャラン・ポ・ランタン「憧れになりたくて」
- 原案・脚本協力 - 粟島瑞丸『まっ透明なAsoべんきょ〜』
- プロデューサー - 和田有啓、戸山剛
- 制作 - マウンテンゲートプロダクション
- 配給 - SPOTTED PRODUCTIONS
- 製作幹事 - DLE
- 製作 - 「はらはらなのか。」製作委員会